# Victor el Lusitano
 (août 2025).
Si vous disposez d'ouvrages ou d'articles de référence ou si vous connaissez des sites web de qualité traitant du thème abordé ici, merci de compléter l'article en donnant les références utiles à sa vérifiabilité et en les liant à la section « Notes et références ».
Victor el Lusitano est une valse en espagnol jota composée par Abel Moreno Gomez à la gloire  du torero  portugais Victor Mendes,  qui « plantait superbement les banderilles, en force, et avec décision, sans fioritures inutiles, avec des gestes amples et déterminés. »

## Présentation
C'est une musique qui accompagne la phase des banderilles quand les maestros ont décidé de banderiller à la place de leur cuadrilla. Le public est très friand de cette performance et surtout de ce morceau de musique-là, parce que les phrases musicales, à la fin desquelles on doit frapper dans ses mains, sont bien détachées .